# Марбери (Алабама)
Марбери (енгл. Marbury) насељено је место без административног статуса у америчкој савезној држави Алабама.

## Демографија
По попису из 2010. године број становника је 1.418.
| Група             | 2000.    | 2010.         |
| Белци             | 0 (0,0%) | 1.280 (90,3%) |
| Афроамериканци    | 0 (0,0%) | 54 (3,8%)     |
| Азијати           | 0 (0,0%) | 0 (0,0%)      |
| Хиспаноамериканци | 0 (0,0%) | 54 (3,8%)     |
| Укупно            | 0        | 1.418         |